# Moonlight Serenade (film iz 2009)
Mesečeva serenada  (енгл. Moonlight Serenade) američki je film iz 2009. režisera Đankarla Talarika. Radnja prati pijanistu koji saznaje da je garderoberka koja radi u džez klubu talentovana pevačica i ubeđuje je da oforme muzički duo. Glavne uloge tumače Ejmi Adams, Alek Njuman, Harijet Sansom Haris i Džeremi Glejzer.

## Spoljašnje veze
- Moonlight Serenade na sajtu  (jezik: engleski)